# 托伦多梅内奇
托伦多梅内奇，是西班牙瓦伦西亚自治区卡斯特利翁省的一个市镇。总面积3平方公里，总人口229人（2001年），人口密度76人/平方公里。